# Собхуза II
Собхуза II (на свази: Sobhuza II) е върховен вожд и крал на Свазиленд. Той управлява в продължение на почти 83 години, което прави управлението му най-дългото документирано царуване в историята на човечеството.
Той е роден на 22 юли 1899 година в Зомбодзе и наследява баща си, Нгване V, на 10 декември същата година. До 1921 година от негово име управлява регентство. През по-голямата част от управлението му Свазиленд е британски протекторат, но през 1968 година страната получава независимост и Собхуза II е обявен за крал.
Собхуза II умира на 21 август 1982 година в Мбабане. След продължителни конфликти за наследството му, през 1986 година тронът е зает от един от синовете му, Мсвати III.